# Amphinema turrida
Amphinema turrida är en nässeldjursart som först beskrevs av Mayer 1900.  Amphinema turrida ingår i släktet Amphinema och familjen Pandeidae. Inga underarter finns listade i Catalogue of Life.